# 隘洞镇
隘洞镇，是中华人民共和国广西壮族自治区河池市东兰县下辖的一个乡镇级行政单位。

## 行政区划
隘洞镇下辖以下地区：
板老村、六通村、纳就村、纳怀村、纳盘村、纳乐村、纳克村、板康村、同乐村、拉社村、拉板村、香河村、龙平村、华龙村、板开村、旱洞村、纳坤村、林往村、建开村、坡拉村和百建村。